# Paterna del Madera (kommunhuvudort)
Paterna del Madera är en kommunhuvudort i Spanien.   Den ligger i provinsen Provincia de Albacete och regionen Kastilien-La Mancha, i den centrala delen av landet, 230 km sydost om huvudstaden Madrid. Paterna del Madera ligger 1 125 meter över havet och antalet invånare är 474.
Terrängen runt Paterna del Madera är huvudsakligen lite kuperad. Paterna del Madera ligger nere i en dal. Runt Paterna del Madera är det mycket glesbefolkat, med 7 invånare per kvadratkilometer. Närmaste större samhälle är Riópar, 14,2 km sydväst om Paterna del Madera. 